# Dracula (рід рослин)
Dracula — рід квіткових рослин родини орхідних (Orchidaceae). Містить 118 видів.

## Назва
Назва роду Dracula є алюзією до міфічного графа Дракули, головного персонажа вампірських романів і фільмів. Назва застосована до орхідеї через криваво-червоне забарвлення квіток декількох видів.

## Поширення
Рід поширений в Центральній та Південній Америці від південної частини Мексики до північної частини Перу.

## Опис
Невеликі епіфіти з коротким стеблом і довгим листям. Кореневище укорочене. Псевдобульби відсутні. Їхню функцію виконує губчасте листя.
Квітки зигоморфні; у різних видів відрізняються за формою і забарвленням, але загальним для них є те, що три чашолистка з'єднані біля основи таким чином, що утворюють чашу, при цьому кінчики (вирости) чашолистків витягнуті далеко назовні. Ці вирости нерідко покриті волосками. Квітконоси у більшості видів одноквіткові, прямі або слабо пониклі, у окремих видів спрямовані вниз, проникаючи крізь повітряне коріння.
Насіння дрібне, веретеноподібне, численне.

## Види
За даними спільного інтернет-проекту Королівських ботанічних садів у К'ю і Міссурійського ботанічного саду «The Plant List» рід налічує 130 визнаних видів (докладніше див. Список видів роду Dracula).